# Rum 4 Avd. 81
Rum 4 Avd. 81, är ett studioalbum av Kristian Anttila, utgivet 12 februari 2016 via Birds Records. Albumet innehåller singlarna Livet är det som pågår medan du väntar på sådant som aldrig händer och Ett moln på din himmel.
Albumet är skrivet, framfört, inspelat, producerat, mixat och mastrat av Kristian Anttila i Storm & Klang studios.
Efter att förra albumet Djur & människor floppat och försatt Anttila i en depression hade han börjat turnera på egen hand med en akustisk gitarr. Att alla spår på Rum 4 Avd. 81 är helt akustiska blev därför naturligt. Albumet handlar till stora delar om Anttilas tid som inlagd på en psykiatrisk mottagning i Göteborg och tar upp hans problem med depressioner, ångest, tvångsbeteenden, missbruk och självmordstankar.

## Mottagande
Rum 4 Avd. 81 fick ett övervägande positivt mottagande och kom att bli Anttilas mest kritikerrosade album någonsin. GAFFA och Ung Musik gav t.ex. skivan högsta möjliga betyg. Näst högsta betyg fick den ifrån Nerikes Allehanda, Nöjesguiden, Upsala Nya Tidning, Hymn, Borås Tidning, Norran och Värmlands Folkblad. Även Aftonbladet, Expressen och Kristianstadsbladet gav albumet positivt omdöme.

## Låtlista
Samtliga spår är text och musik skrivna av Kristian Anttila.
| Nr           | Titel                                                              | Längd |
| ------------ | ------------------------------------------------------------------ | ----- |
| 1.           | Vykortsdrömmar som pilar rakt ut i ingenstans                      | 4:34  |
| 2.           | Livet är det som pågår medan du väntar på sådant som aldrig händer | 5:34  |
| 3.           | Ett moln på din himmel                                             | 3:30  |
| 4.           | Turist i sig själv                                                 | 7:06  |
| 5.           | Klockorna ringer in dig ändå                                       | 3:46  |
| 6.           | Kan aldrig stoppa                                                  | 5:12  |
| 7.           | Tjuvläser ditt hjärta och sköljer tankarna i vin                   | 4:13  |
| 8.           | Alltid vetat, aldrig förstått                                      | 4:16  |
| 9.           | Världens sista låt                                                 | 18:31 |
| Total längd: | Total längd:                                                       | 56:43 |

## Övrig medverkan
- Petter Seander - exekutiv producent
- Filip Adama - inspiration, titel och idé
- STRAND - omslag
- Emil Agrell - foto[9]